# Døde i 2000
Døde i 2000  er en liste over notable personer, der er afgået ved døden i 2000 . 

## Januar
| - Hedy Lamarr |

- 2. januar − Nat Adderley, amerikansk musiker (født 1931).
- 2. januar − Patrick O'Brian, engelsk romanforfatter (født 1914).
- 6. januar – Don Martin, amerikansk tegneserietegner (født 1931).
- 8. januar – Jack Stokes, canadisk politiker (født 1923).
- 9. januar − Poul Mejer, dansk fodboldspiller (født 1931).
- 10. januar – Bent Hansen, dansk politiker, minister og redaktør (født 1931).
- 10. januar − Dangoule Rasalaite, litauisk offer for sex (født 1983). − selvmord
- 11. januar − Bent Albrectsen, dansk journalist (født 1930).
- 13. januar – Eric Dodson, britisk skuespiller (født 1920).
- 15. januar − Željko Ražnatović, serbisk militærleder (født 1952). − myrdet
- 16. januar – Gene Harris, amerikansk pianist (født 1933).
- 16. januar – John Pes, italiensk katolsk biskop (født 1916).
- 18. januar – Svenn Eske Kristensen, dansk arkitekt og kgl. bygningsinspektør (født 1905).
- 19. januar – Hedy Lamarr, østrigsk skuespillerinde (født 1914).
- 19. januar – Bettino Craxi, italiensk premierminister (født 1934).
- 19. januar − Frederick Herzberg, amerikansk psykolog (født 1923).
- 22. januar – E. W. Swanton, britisk cricket kommentator (født 1907).
- 23. januar – Nicholas Nagy-Talavera, ungarsk historiker (født 1929).
- 24. januar – Helge Larsen, dansk politiker og undervisningsminister (født 1915).
- 26. januar − Don Budge, amerikansk tennisspiller (født 1915).
- 27. januar − Cal Strong, amerikansk vandpolospiller (født 1907).
- 28. januar – Bertel Lauring, dansk skuespiller (født 1928).
- 28. januar − Gad Rausing, svensk arkæolog (født 1922).
- 31. januar − Bendt Jørgensen, dansk fodboldspiller og -træner (født 1924).
- 31. januar − Jafar Salmasi, iransk vægtløfter (født 1918).

## Februar
| - Charles M. Schulz - Friedensreich Hundertwasser |

- 2. februar − Katty Tørnæs, dansk direktør og politiker (født 1948).
- 3. februar − Preben Maaløe Jespersen, dansk officer (født 1912).
- 3. februar − Pierre Plantard, fransk arkitekt (født 1920).
- 4. februar – Lars Nordskov Nielsen, dansk professor og ombudsmand (født 1924).
- 5. februar − Barbara Pentland, canadisk komponist (født 1912).
- 6. februar − Gus Johnson, amerikansk jazztrommeslager (født 1913).
- 7. februar − Big Pun, amerikansk rapper (født 1971).
- 8. februar – Ion Gheorghe Maurer, rumænsk politiker (født 1902).
- 11. februar – Roger Vadim, fransk filminstruktør (født 1928).
- 11. februar − Vilhelm Wedell-Wedellsborg, dansk embedsmand (født 1908).
- 12. februar – Charles M. Schulz, skaberen af tegneserien Radiserne (født 1922).
- 12. februar − Screamin' Jay Hawkins, amerikansk musiker og skuespiller (født 1929).
- 13. februar − Joseph Samson, dansk speditør (født 1907).
- 14. februar − Robert Riis, dansk kreditforeningsdirektør (født 1922).
- 18. februar − Harald Søbye, dansk præst (født 1908).
- 19. februar − Friedensreich Hundertwasser, østrigsk kunstner (født 1928).
- 19. februar − Marin Goleminov, bulgarsk musiker (født 1908).
- 23. februar – Stanley Matthews, engelsk fodboldspiller (født 1915).
- 23. februar − Poul Kops, dansk bokser (født 1915).
- 29. februar − Fritz Michael Hartmann, dansk embedsmand (født 1909).
- 29. februar − Karen Hoff, dansk kajakroer (født 1929).

## Marts
| - Ian Dury |

- 1. marts – Jesper Høm, dansk filmfotograf og -instruktør (født 1931).
- 2. marts – Sandra Schmirler, canadisk curling mester (født 1963) - cancer.
- 3. marts − Jytte Rasmussen, dansk atlet (født 1943).
- 7. marts – Kirsten Jessen, dansk skuespillerinde (født 1922).
- 9. marts – Ivo Robic, kroatisk sanger (født 1923).
- 11. marts – Carlo Alberto Galluzzi, italiensk politiker (født 1919).
- 13. marts − Hans Neumann, tysk/dansk atlet og cand.mag. (født 1915).
- 14. marts − Helmut Berthold, tysk håndboldspiller (født 1911).
- 15. marts − Anders Nørgaard, dansk agent. − selvmord
- 19. marts − Egon Jönsson, svensk fodboldspiller (født 1921).
- 20. marts − Ādolfs Skulte, lettisk komponist og lærer (født 1909).
- 20. marts − Vivian Fine, amerikansk komponist (født 1913).
- 22. marts − Leif Grane, dansk professor (født 1928).
- 23. marts – Antony Padiyara, indisk kardinal (født 1921).
- 24. marts − Al Grey, amerikansk basunist (født 1925).
- 27. marts – Ian Dury, britisk sanger (født 1942).
- 29. marts – Anna Sokolow, amerikansk danser og koreograf (født 1910).
- 30. marts – Richard Malmros, dansk læge (født 1905).
- 30. marts − Rudolf Kirchschläger, østrigsk politiker (født 1915).

## April
| - Habib Bourguiba - Poul Hartling |

- 1. april – John De Murtas, italiensk politiker (født 1957).
- 2. april – Ole Scherfig, dansk direktør (født 1930).
- 4. april − Torben Hede Pedersen, dansk embedsmand (født 1937).
- 6. april – Habib Bourguiba, tunesisk præsident (født 1903).
- 8. april – Claire Trevor, amerikansk skuespiller (født 1910).
- 10. april – Kirsten Rolffes, dansk skuespillerinde (født 1928).
- 14. april − Wilf Mannion, engelsk fodboldspiller (født 1918).
- 16. april − Knud Aage Frøbert, dansk journalist og jurist (født 1927).
- 17. april – Victor Andreasen, dansk chefredaktør (født 1920).
- 22. april – Cæsar, dansk protestsanger (født 1938).
- 25. april – Niels Viggo Bentzon, dansk komponist (født 1919).
- 26. april – Egon Weidekamp, dansk politiker (født 1921).
- 28. april − Kim Borg, finsk/dansk musiker (født 1919).
- 28. april − Penelope Fitzgerald, britisk forfatter (født 1916).
- 29. april – Phạm Văn Đồng, vietnamesisk premierminister (født 1906).
- 30. april – Poul Hartling, dansk politiker og statsminister (født 1914).

## Maj
| - Keizō Obuchi - John Gielgud |

- 5. maj − Gino Bartali, italiensk cykelrytter (født 1914).
- 8. maj − Hubert Maga, beninsk præsident (født 1916).
- 11. maj − Andreas Stenz, dansk gårdejer (født 1911).
- 12. maj − Erik Ole Olsen, dansk filmfotograf og -instruktør (født 1921).
- 14. maj – Keizō Obuchi, japansk premierminister (født 1937).
- 16. maj – Anna Ladegaard, dansk forfatter (født 1913).
- 17. maj − Ellis Kohs, amerikansk komponist (født 1916).
- 19. maj – Jevgenij Khrunov, russisk kosmonaut (født 1933).
- 20. maj – Jean-Pierre Rampal, fransk fløjtenist (født 1922).
- 21. maj – John Gielgud, britisk skuespiller (født 1904).
- 21. maj – Barbara Cartland, engelsk forfatter (født 1901).
- 21. maj − Mogens Køie, dansk økolog (født 1911).
- 21. maj − Erich Mielke, tysk kommunist og politiker (født 1907).
- 21. maj − Dulcie Holland, australsk musiker og lærer (født 1913).
- 23. maj − Aksel Bender Madsen, dansk møbelarkitekt (født 1916).
- 23. maj − Olav Lian, norsk skiløber (født 1906).
- 27. maj − Inga Abel, tysk skuespiller (født 1946).
- 28. maj − Preben Hansen, dansk maler (født 1925).
- 31. maj − W.E. von Eyben, dansk jurist (født 1912).
- 31. maj − Rodolfo Pini, uruguayansk fodboldspiller (født 1926).

## Juni
| - Hafez al-Assad - Noboru Takeshita |

- 3. juni − Merton Miller, amerikansk økonom (født 1923).
- 9. juni – Ernst Jandl, østrigsk forfatter og oversætter (født 1925).
- 10. juni – Hafez al-Assad, syrisk præsident (født 1930).
- 11. juni − Orla Hyllested, dansk politiker (født 1912).
- 14. juni − Preben Wölck, dansk billedkunstner (født 1925).
- 16. juni – Poul Dam, dansk højskoleforstander, politiker og forfatter (født 1921).
- 19. juni – Noboru Takeshita, japansk politiker (født 1924).
- 21. juni − Alan Hovhaness, amerikansk komponist (født 1911).
- 22. juni – Vera Myhre, dansk grafiker og maler (født 1920).
- 23. juni − Jerome Richardson, amerikansk musiker (født 1920).
- 25. juni – Erling Ladewig Petersen, dansk historiker (født 1929).
- 28. juni – Johannes L. Madsen, dansk digter (født 1942).
- 28. juni – Nils Poppe, svensk skuespiller og komiker (født 1908).
- 29. juni – Vittorio Gassman, amerikansk skuespiller (født 1922).
- 30. juni − Winstrup Olesen, dansk musiker (født 1907).

## Juli
| - Walter Matthau |

- 1. juli – Walter Matthau, amerikansk skuespiller (født 1920).
- 2. juli − Arnulf Abele, tysk major (født 1914).
- 6. juli − Miervaldis Birze, lettisk forfatter og læge (født 1921).
- 15. juli − Kalle Svensson, svensk fodboldspiller (født 1925).
- 15. juli − Paul Young, engelsk sanger (født 1947).
- 22. juli – Claude Sautet, fransk filminstruktør og manuskriptforfatter (født 1924).
- 28. juli − Abraham Pais, hollandsk/amerikansk fysiker (født 1918).
- 30. juli – Vagn Madsen, dansk økonom (født 1917).
- 31. juli − Lars Jansson, finsk forfatter (født 1926).

## August
| - Alec Guinness - Carl Barks |

- 5. august – Alec Guinness, britisk skuespiller (født 1914).
- 8. august − Louis Nucéra, fransk manuskriptforfatter (født 1928).
- 11. august − Asta Bang, italiensk/dansk forfatter og redaktør (født 1903).
- 11. august − Jean Papineau-Couture, canadisk komponist og akademiker (født 1916).
- 12. august − Loretta Young, amerikansk skuespillerinde (født 1913).
- 15. august − Edward Craven Walker, britisk pilot og opfinder af Lavalampen (født 1918).
- 21. august – Nina Kalckar, dansk skuespillerinde (født 1907).
- 25. august – Carl Barks, amerikansk tegneserietegner (Anders And) (født 1901).
- 25. august − Frederick C. Bock, amerikansk pilot (født 1918).
- 31. august − Dan Fog, dansk musikantikvar (født 1919).

## September
| - Pierre Trudeau |

- 5. september – Palle Nielsen, dansk grafiker (født 1920).
- 6. september − Roger Verey, polsk roer (født 1912).
- 7. september – Eigil Nielsen, dansk fodboldspiller og grundlægger (født 1918).
- 8. september – Otto K. Lind, dansk general og forsvarschef (født 1920).
- 17. september − Alexandra Valerjevna Petrov, russisk model (født 1980). − myrdet
- 20. september – German Titov, sovjetisk kosmonaut (født 1935).
- 22. september − Yehuda Amichai, israelsk digter (født 1924).
- 24. september − Basil Bernstein, britisk sociolog (født 1924).
- 25. september – R.S. Thomas, walisisk digter (født 1913).
- 25. september − Edy Schmid, schweizisk håndboldspiller (født 1911).
- 28. september – Pierre Trudeau, canadisk premierminister (født 1919).
- 30. september − Mario Valota, schweizisk fægter (født 1918).

## Oktober
| - Steve Allen |

- 2. oktober – Lean Nielsen, dansk digter (født 1935).
- 2. oktober – Ole Christensen, dansk billedhugger (født 1932).
- 4. oktober – Erling Jensen, dansk politiker (født 1919).
- 8. oktober - Frank Fog Nielsen, far.
- 10. oktober − Ferenc Farkas, ungarsk komponist (født 1905).
- 16. oktober – Folmer Wisti, dansk direktør, lektor og filolog (født 1908).
- 16. oktober − Tom Lund, dansk håndboldspiller (født 1944).
- 23. oktober − Rodney Anoai, polynesisk wrestler (født 1966).
- 27. oktober − Orla Nørberg, dansk officer (født 1903).
- 30. oktober – Steve Allen, amerikansk komiker (født 1921).
- 30. oktober − Poul "Rassi" Rasmussen, dansk fodboldspiller (født 1925).

## November
| - Dronning Ingrid |

- 1. november − Gustaf Wingren, svensk professor (født 1910).
- 1. november − Steven Runciman, britisk historiker (født 1903).
- 1. november − George Armstrong, engelsk fodboldspiller (født 1944).
- 2. november − Simeon Simeonov, bulgarsk fodboldspiller (født 1946).
- 4. november − Vernel Fournier, amerikansk jazztrommeslager (født 1928).
- 7. november – Ingrid, dansk dronning (født 1910).
- 10. november – Jacques Chaban-Delmas, fransk politiker og premierminister (født 1915).
- 11. november − Chi-yun Eskelund, kinesisk/dansk forfatter (født 1918).
- 15. november – Jens Jørgen Thorsen, dansk multikunstner (født 1932).
- 19. november − Jan Jesper Tvede, dansk dokumentarfilminstruktør (født 1920).
- 22. november – Emil Zátopek, tjekkisk løber (født 1922).
- 24. november − Erik F. Qvist, dansk ingeniør (født 1921).
- 30. november − Poul Astrup, dansk kemiker (født 1915).

## December
| - Victor Borge - Jason Robards |

- 1. december − Kurt Brauer, dansk typograf (født 1937).
- 1. december − Erik Simonsen, dansk atlet (født 1915).
- 12. december – Knud W. Jensen, dansk museumsdirektør (født 1916).
- 13. december − Erhard Krack, østtysk politiker (født 1931).
- 14. december − Uldis Pūcītis, lettisk skuespiller og filminstruktør (født 1937).
- 19. december − John Lindsay, amerikansk politiker og tv-vært (født 1921).
- 19. december − Milt Hinton, amerikansk jazzbassist (født 1910).
- 23. december – Victor Borge, dansk-amerikansk komiker og pianist (født 1909).
- 23. december – Aage Haugland, kgl. dansk operasanger (født 1944).
- 25. december − Willard van Orman Quine, amerikansk filosof (født 1908).
- 26. december – Jason Robards, amerikansk skuespiller (født 1922).
- 28. december − Jacques Laurent, fransk forfatter (født 1919).
- 30. december – Julius J. Epstein, amerikansk manuskriptforfatter (født 1909).
- 31. december − Kenneth Pike, amerikansk antropolog (født 1912).